# سیارک ۴۷۱۷
سیارک ۴۷۱۷ (به انگلیسی: 4717 Kaneko، نامگذاری:1989WX) چهار هزار و هفتصد و هفدهمین سیارک کشف شده‌است که در ۲۰ نوامبر ۱۹۸۹ کشف شد.
قدر مطلق سیارک برابر ۱۱٫۲۰ است.